# Pierre Beauchamp

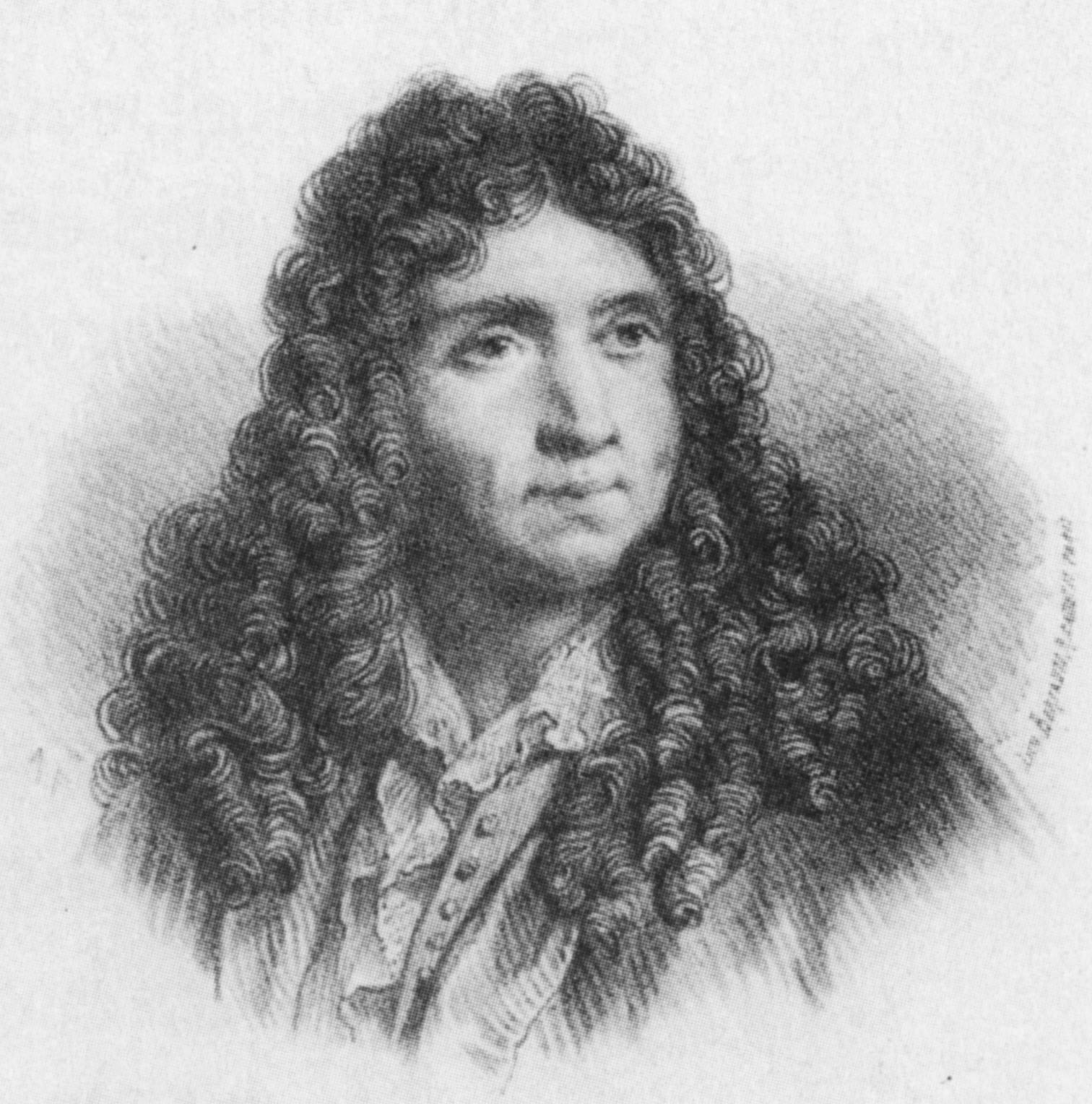
Pierre Beauchamp

Pierre Beauchamp, auch Charles oder Charles-Louis Beauchamp genannt, (* 30. Oktober 1631 in Paris; † Februar 1705 in Paris) war ein französischer Violinist, Komponist, Tänzer und Choreograf.

## Biografie
Pierre Beauchamp (Beauchamps) stammt aus einer Tänzer-Dynastie. Beauchamp debütierte 1648 am Hofe von Ludwig XIV. im Ballet du dérèglement des passions. Er arbeitete dort zusammen mit Jean-Baptiste Lully und Jean-Baptiste Molière, wo in Zusammenführung von Musik, Text, Tanz, Kostümen und Bühnenbild die Comédie-ballet (Ballett-Komödie) entstand. Beauchamp war Tänzer, Violinist, Komponist und Choreograf. Er choreografierte u. a. für die wichtigsten Opern von Robert Cambert und Pierre Perrin. Ab dem Tod von Lully (1687) arbeitete er hauptsächlich für Jesuitenkollegien. Er bildete zahlreiche Tänzer aus, wie Blondy, Jean Favier, Louis Pécour u. a.
Beauchamp entwickelte auf Anregung des Königs eine Tanznotation, welche von Raoul-Auger Feuillet im Jahr 1700 als erstem publiziert wurde. Beauchamp wollte sein Recht auf die Erfindung dieser Schrift vor Gericht einklagen. Die Klage wurde am 28. Juli 1704 abgewiesen. Aufgrund von Beauchamps Ableben im Jahre 1705 kam es zu keiner weiteren Eingabe der Klageschrift. Somit galt Feuillet lange Zeit als Erfinder dieser Notation. Seit Bekanntwerden dieser Tatsache wird die Notation in der Tanzwissenschaft nun als Beuachamp-Feuillet-Notation bezeichnet (Richardson 1947). Beauchamp gilt als Erfinder der fünf Positionen, wie sie im klassischen Ballett in leicht modifizierter Form bis heute noch gelehrt werden.
In der Bibliothèque Nationale in Paris sind sowohl Libretti als auch von ihm komponierte Musik zu seinen Balletten erhalten. Es gibt jedoch keine Choreografie, die nachweislich von ihm komponiert bzw. aufgezeichnet wurde. Drei Choreografien werden mit seinem Namen in Verbindung gebracht: 1) „Sarbande de Mr. de Beauchamp“; 2) Rigaudon „de mr bauchand“; 3) Rigaudon „de mr bauchand“.
Das Manuskript der „Sarabande de Mr. de Beauchamp“ befindet sich in den Derra de Moroda Dance Archives der Universität Salzburg (Katalog-Nr. 244). Es handelt sich um eine auf 12 (nicht nummerierten) Seiten notierte Sarabande. Diese Sarabande unterscheidet sich sowohl aufgrund ihrer Länge, ihrer technischen Schwierigkeiten sowie auch der eigentümlichen Notation einiger Schritte von allen anderen Sarabande-Choreografien bzw. vom Standard-Repertoire der in Beuachamp-Feuillet-Notation überlieferten Tänze. Trotz der Zuordnung zu Beauchamps Person im Titel muss die Autorschaft der Sarabande bis auf weiteres offenbleiben. Eine vollständige Publikation (Faksimile, Transkription, sowie kritischer Bericht) steht noch aus.
Abgesehen von dieser Sarabande sind noch zwei Rigaudons „de mr bauchand“ zugeschrieben (Paris, Bibliothèque Nationale, Ms. fr. 14884, S. 180), die in direkter Folge eine Danse à Deux bilden. Die Zuschreibung erfolgte jedoch in anderer Hand als die Notation der Choreografie und scheint äußerst zweifelhaft (Little/Marsh, S. 134). Zusätzlich kann festgestellt werden, dass sich diese Choreografie durch gewisse Eigentümlichkeiten und Archaismen von den Choreografien etwa Louis Pécours und Jean Ballons unterscheidet und möglicherweise auf 1680–1700 datiert werden kann. Die Musik ist anonym und stammt möglicherweise vom Choreografen, eine Praxis, die gang und gäbe war.

## Werke (Libretto / Musik)
- 1653: Ballet royal de la nuit, Divertissement (Isaac de Benserade / Lully und Jean de Cambefort)
- 1654: Ballet royal des noces de Pélée et de Thétis (Benserade / Lully)
- 1654: Ballet royal des proverbes (Benserade / Lully)
- 1656: La galanterie du temps (- / Lully)
- 1659: La pastorale en musique (Abbé Pierre Perrin / Cambert)
- 1661: Ballet royal des saisons (Benserade / Lully)
- 1661: Les Fâcheux (Molière / Lully)
- 1661: Ariane ou le mariage de Bacchus (Perrin / Cambert)
- 1663: Ballet des arts (- / Cambert und Lully)
- 1664: Les amours déguisés (Benserade / Lully)
- 1667: Les muses (Benserade / Lully)
- 1669: Flore (Molière / Lully)
- 1670: Les amants magnifiques (Molière / Lully)
- 1670: Ballet des jésuites (Beauchamp)
- 1670: Pomone (Perrin / Cambert)
- 1671: Les fourberies de Scapin (Molière / Lully)
- 1671: Psyché (Molière et Cornaille / Lully)
- 1671: Les peines et les plaisirs de l’amour (Perrin / Cambert)
- 1672: Les femmes savantes (Molière / Marc-Antoine Charpentier)
- 1672: Cedesias (Beauchamp)
- 1672: Pastorale des fêtes de l’Amour et de Bacchus (?)
- 1673: Le malade imaginaire (Molière / Charpentier)
- 1673: Zénobie (Beauchamp)
- 1673: Cadmus et Hermione (- / Lully)
- 1674: Alceste (Philippe Quinault / Lully)
- 1680. Amphitryon (Beauchamp)
- 1681: Le triomphe de l’amour (Benserade / Lully)
- 1685: Armide (Quinault / Lully)
- 1685: Le temple de la paix (Quinault / Lully)
- 1685: La jeunesse de M. R. Delalande (Beauchamp)
- 1686: Atys et Galathée (- / Lully)

## Bibliographie (chronologisch)
- P. J. S. Richardson: The Beauchamp mystery: some fresh light on an old problem. In: Dancing times. cdxxxviii (March 1947), S. 299–302 und cdxxxix (April 1947), S. 351–357.
- Friderica Derra de Moroda: Chorégraphie: the dance notation of the eightheenth century: Beauchamp or Feuillet?. In: The book collector. Band XVI/4, 1967, S. 450–476.
- Friderica Derra de Moroda: Die Tanzschrift des 18. Jahrhunderts. In: Maske und Kothurn. Band 13, 1967, S. 21–29.
- J.-M. Guilcher: André Lorin et l’invention de l’écriture chorégraphique. In: Revue d’histoire du théâtre. Band XXI, 1969, S. 256–264.
- M. Drąbecka: Elementy choreotechniki hiszpanskiej w kompozycjach sarabandy z początku XVIII wieku. In: Muzyka. Band 15/1, 1970, S. 47–57.
- Régine Kunzle: The illustrious unknown choreographer, Pierre Beauchamp. In: Dance scope. Band VIII/2, 1974, S. 32–42 und Band IX/1, 1975, S. 30–45.
- Régine Astier: Pierre Beauchamps and the ballets de collège. In: Dance chronicle. Band VI, 1983, S. 138–163.
- Meredith E. Little und Carol G. Marsh: La Danse Noble. An inventory of dance sources. Broude Brothers Ltd., Williamstown &c. 1992.
- Kaspar Mainz: Zur Sarabande de Mr. de Beauchamp. In: Sibylle Dahms (Hrsg.): Der Tanz – ein Leben: in memoriam Friderica Derra de Moroda (= Tanzforschungen. Derra de Moroda Dance Archives 4), Salzburg 1997, S. 209–215.
- Ken Pierce: Uncommon Steps and Notation in the Sarabande de Mr. de Beauchamp. In: Proceedings of the Twenty Sith Annual Conference of the Society of Dance History Scholars, Limerick 26-29 June 2003, 2003, S. 91–98 (Artikel Online).